# Узматкалой
Узматкалой (чечен. Узмат-Кхаьлла) — покинутый аул в Итум-Калинском районе Чеченской Республики.

## Население
| Год  | Численность |
| ---- | ----------- |
| 1883 | 177         |
| 1889 | 199         |
| 1899 | 90          |

## География
Расположен на правом берегу реки Посмэхк, к северо-западу от районного центра Итум-Кали.
Ближайшие развалины бывших сёл: на севере бывшие сёла Боуторхой и Басхой, на северо-западе — бывшие аулы Хурикой, Чохой и Дажни, на северо-востоке — сёла Гухой и бывшее село Саирой.